# Elezioni europee del 1979 nel Regno Unito
Le elezioni europee del 1979 nel Regno Unito si sono tenute il 10 giugno.

## Risultati
| Liste            | Liste                                       | Gruppo | Voti       | %     | Seggi |
| ---------------- | ------------------------------------------- | ------ | ---------- | ----- | ----- |
| Gran Bretagna    |                                             |        |            |       |       |
|                  | Partito Conservatore                        | DE     | 6.508.493  | 50,56 | 60    |
|                  | Partito Laburista                           | SOC    | 4.253.207  | 33,04 | 17    |
|                  | Partito Liberale                            | -      | 1.691.531  | 13,14 | -     |
|                  | Partito Nazionale Scozzese                  | DPE    | 247.836    | 1,93  | 1     |
|                  | Plaid Cymru                                 | -      | 83.399     | 0,65  | -     |
|                  | Partito dell'Ecologia                       | -      | 17.953     | 0,14  | -     |
|                  | Altri                                       | -      | 71.433     | 0,55  | -     |
| Totale           | Totale                                      | Totale | 12.873.852 | 100   | 78    |
| Irlanda del Nord |                                             |        |            |       |       |
|                  | Partito Unionista Democratico               | NI     | 170.688    | 29,83 | 1     |
|                  | Partito Social Democratico e Laburista      | SOC    | 140.622    | 24,57 | 1     |
|                  | Partito Unionista dell'Ulster               | DE     | 125.169    | 21,87 | 1     |
|                  | Partito dell'Alleanza dell'Irlanda del Nord | -      | 39.026     | 6,82  | -     |
|                  | Partito dei Lavoratori                      | -      | 4.418      | 0,77  | -     |
|                  | Altri                                       | -      | 92.316     | 16,13 | -     |
| Totale           | Totale                                      | Totale | 572.239    | 100   | 3     |
| Totale           | Totale                                      | Totale | 13.446.091 |       | 81    |